# STS-71
STS-71 (englisch Space Transportation System) ist eine Missionsbezeichnung für das US-amerikanische Space Shuttle Atlantis (OV-104) der NASA. Der Start erfolgte am 27. Juni 1995. Es war die 69. Space-Shuttle-Mission und der 14. Flug der Atlantis. Während des dritten Fluges im Rahmen des Shuttle-Mir-Programms fand die erste Kopplung einer US-Raumfähre an die Raumstation Mir statt. Außerdem war es (nach US-Zählung) der 100. bemannte amerikanische Raumflug und die 22. bemannte Mission zur Mir.

## Mannschaft

### Shuttle-Besatzung
- Robert Gibson (5. Raumflug), Kommandant
- Charles Precourt (2. Raumflug), Pilot
- Ellen Baker (3. Raumflug), Missionsspezialistin
- Bonnie Dunbar (4. Raumflug), Missionsspezialistin
- Gregory Harbaugh (3. Raumflug), Missionsspezialist

### Mir-Crew Hinflug
- Anatoli Solowjow (4. Raumflug), Kommandant  Russland
- Nikolai Budarin (1. Raumflug), Bordingenieur  Russland

Dies war das dritte Mal, dass russische Kosmonauten im amerikanischen Space Shuttle flogen, jedoch das erste Mal, dass ein russischer Weltraumneuling zur Besatzung gehörte.

### Ersatz
- Juri Onufrijenko  für Solowjow
- Alexander Poleschtschuk  für Budarin

### Mir-Crew Rückflug
- Wladimir Deschurow (1. Raumflug)  Russland
- Gennadi Strekalow (5. Raumflug)  Russland
- Norman Thagard (5. Raumflug)

Bei der Landung waren acht statt der üblichen sieben Raumfahrer an Bord. Das hatte es zuvor nur bei der Mission STS-61-A gegeben.

## Missionsbeschreibung

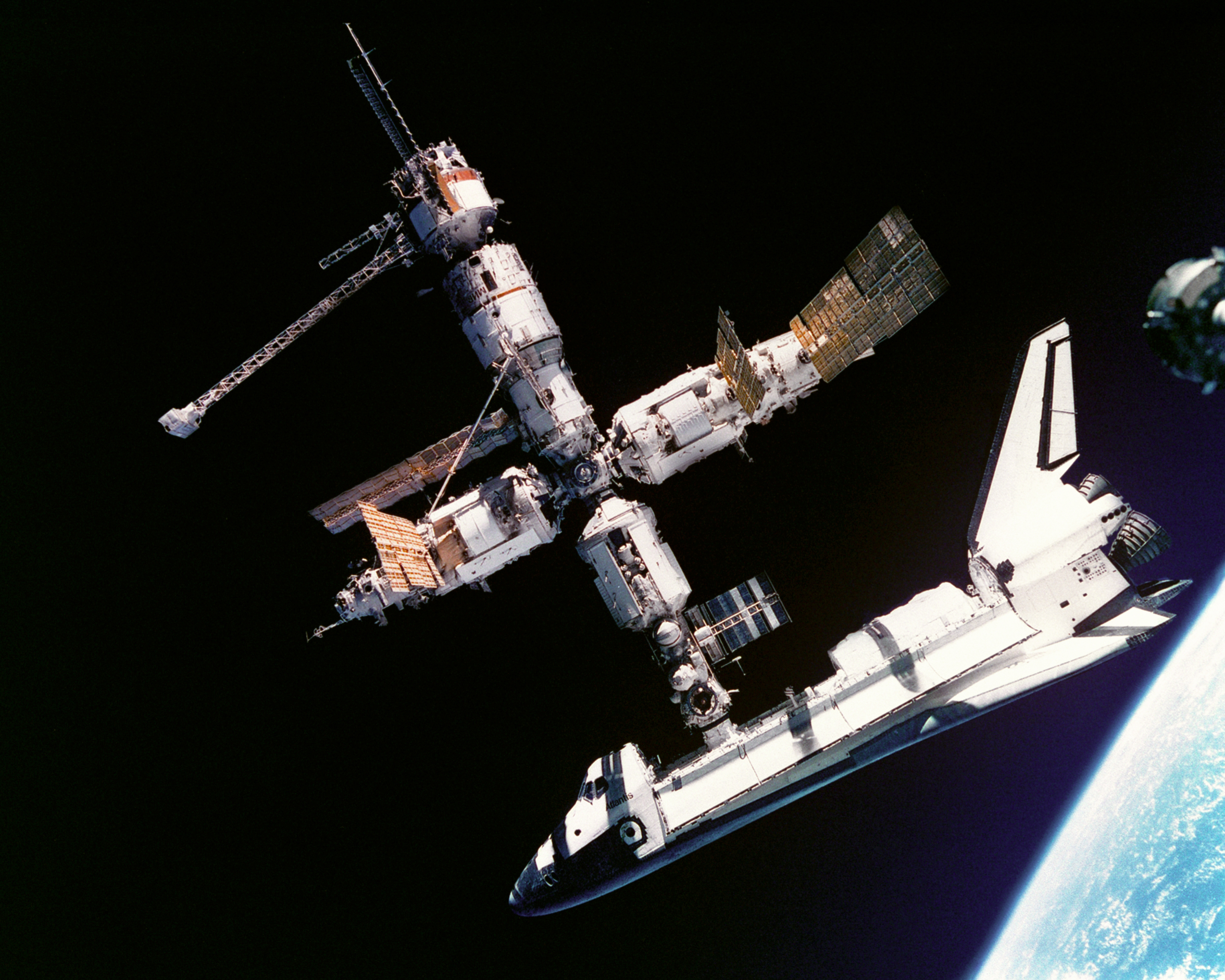
Atlantis und Mir, fotografiert von Sojus TM-21

Einen Höhepunkt in der Zusammenarbeit zwischen den USA und Russland im Weltraum stellte die erste Kopplung eines Space Shuttle mit der Raumstation Mir dar. Zunächst flog die Atlantis in einem sehr niedrigen Orbit, um die Distanz zur Station schnell zu verringern. Nach mehreren Kurskorrekturen näherte sich die Raumfähre der Station bis auf etwa 14 Kilometer. Nach einer weiteren Erdumkreisung verringerte Kommandant Gibson den Orbit der Atlantis geringfügig, so dass diese sich der Raumstation von unten annäherte. Nach einem weiteren kurzen Zwischenstopp kam es am 29. Juni um 13:00 UTC zur Kopplung der beiden Raumfahrzeuge. Mir und Atlantis bildeten damit den bis dahin größten künstlichen Erdsatelliten. Nach Überprüfung der Verbindung öffneten die beiden Kommandanten die Luken und begrüßten einander herzlich.
Zum Flugprogramm gehörten in der Folgezeit mehrere Interviews verschiedener Fernseh- und Radiostationen. Vor allem waren die Raumfahrer aber mit medizinischen Untersuchungen und dem Transport verschiedener Materialien in beide Richtungen beschäftigt. So gelangten neue Ausrüstungen, zum Beispiel SVET (russisch свет, „Licht“), ein Minigewächshaus, in dem vor allem das Wurzelwachstum in der Schwerelosigkeit untersucht wurde, und Wasser in die Raumstation. Ausgediente Geräte und Experimentiermaterial wurden dagegen in der Raumfähre verstaut, darunter eine Vielzahl von Blut-, Urin- und Speichelproben. Die neue Besatzung der Raumstation, Anatoli Solowjow und Nikolai Budarin, brachte außerdem individuell angepasste Raumanzüge und Sitzschalen für das angedockte Raumschiff Sojus TM-21 mit.
Die medizinischen Untersuchungen fanden zum großen Teil im Spacelab statt, das sich in der Ladebucht der Atlantis befand. Hier wurden weitere Blut- und Gewebeproben genommen, Herz- und Lungenfunktion untersucht, der Zustand des Muskel- und Nervensystems sowie die Reaktions- und Leistungsfähigkeit der Langzeitflieger gemessen. Um die Anpassung an die Schwerkraft nach der Landung zu erleichtern, gehörte auch ein intensives Training mit einem Laufband und einem Fahrradergometer zum Programm. Mehrfach wurde auch ein Anzug getragen, der durch einen Unterdruck den Unterleib der Raumfahrer stärker belastet (Lower Body Negative Pressure). Mit einem ähnlichen Gerät hatte man bereits an Bord der Station gearbeitet (Tschibis). Für die USA stellten diese Tests die ersten Untersuchungen zu längeren Aufenthalten in der Schwerelosigkeit seit 1974 dar. Damals war ein Flugrekord von 84 Tagen aufgestellt worden.
Beim Ablegen wurde die Atlantis von Bord des Raumschiffes Sojus TM-21 aus gefilmt. Dazu hatten die Kosmonauten Solowjow und Budarin mit ihrem Raumschiff 15 Minuten vor dem Shuttle abgekoppelt und sich einige hundert Meter von der Station entfernt. Die Atlantis kehrte am 7. Juli mit den Langzeitfliegern Deschurow, Strekalow und Thagard zur Erde zurück und landete am Kennedy Space Center in Florida.